# Frederik van Massow
Frederik van Massow (* 10. November 1798 in Rembang; † 27. Dezember 1876 in Zoeterwoude) war ein niederländischer Adliger. Er beanspruchte den Baronstitel, blieb damit erfolglos und ließ sich daher 1837 ganz aus dem Niederländischen Adel streichen. 
Er gehörte zu dem niederländischen Zweig der pommerschen uradligen Familie von Massow. Sein Vater Godefridus van Massow (* 1761; † 1818), Kaufmann und Ratsherr der Stadt Leyden, ließ die Familie 1817 als „van Massow“ in den Niederländischen Adel aufnehmen. Die Aufnahme erfolgte in den untitulierten Adel mit dem Prädikat Jonkheer. 
Frederik van Massow wurde in Rembang auf Java geboren, wo sein Vater im Dienst der Niederländischen Ostindien-Kompanie tätig war. Er studierte die Rechte an der Universität Leyden und wurde 1821 mit einer Dissertation „De servitute conventionali secundum juris hodierni rationem“ promoviert. 
Massow beanspruchte wegen seiner Zugehörigkeit zur uradligen Familie von Massow den Baronstitel. Beim Hoge Raad van Adel blieb er hiermit erfolglos. Daraufhin beantragte Massow, völlig aus dem Niederländischen Adel gestrichen zu werden, was im Jahre 1837 durch Königlichen Beschluss für ihn und seine Nachkommen erfolgte. Massow veröffentlichte zur Begründung seiner Position 1838 eine Schrift „Royement uit den Nederlandschen adel“. Er lebte in Leyden und auf seinem Besitz bei Leyden. Ein öffentliches Amt hat er nie übernommen. 
Demgegenüber erhielt sein älterer Bruder Gerlach Cornelis Johannes van Massow (* 1794; † 1852), der sich als Mitglied des Kollegiums der Hoogheemraadschap van Rijnland und später auch als Mitglied des Rates der Stadt Leyden betätigte, 1844 den Adelstitel eines Barons verliehen.  
Frederik van Massow heiratete 1825 Adriana Henrica Johanna Baroness van Reede van Oudtshoorn (* 1804; † 1834) aus der niederländischen adligen Familie van Reede. Aus der Ehe gingen vier Kinder hervor, von denen ihn aber nur die Tochter Petronella Adriana (* 1834; † 1909) überlebte, die Alfred Eduard Agenor Graf van Bylandt, diensttuenden Kammerherrn des niederländischen Königs, geheiratet hatte. Mit Frederik van Massows Tod im Jahre 1876 starb der niederländische Zweig der Massows im Mannesstamm aus.